# Stridon

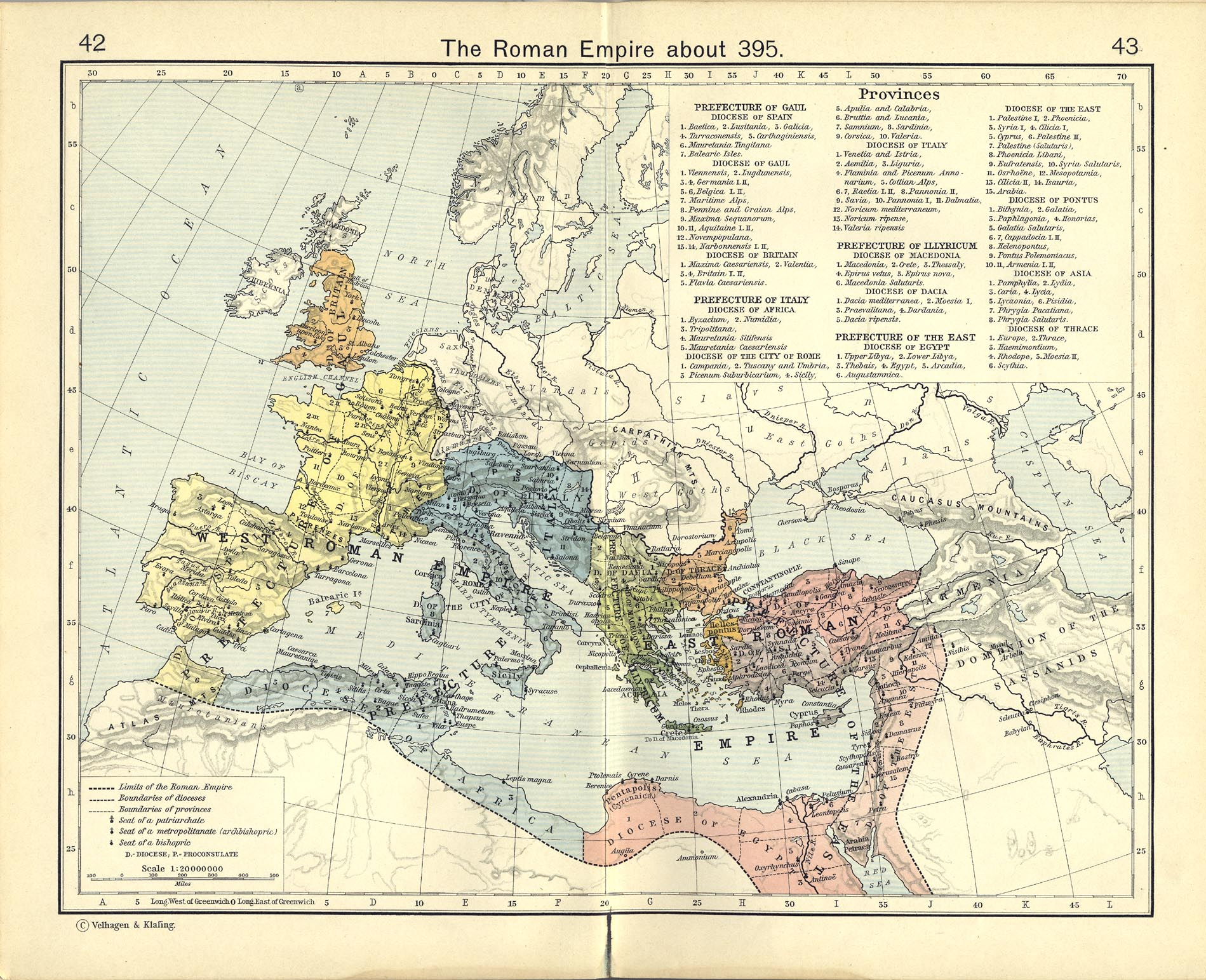
Scaunul episcopal Stridon din provincia romană Dalmația (în Bosnia de azi) pe harta Imperiului Roman în jurul anului 395 î.Hr., conform Atlasului istoric (1911) al lui William R. Shepherd.

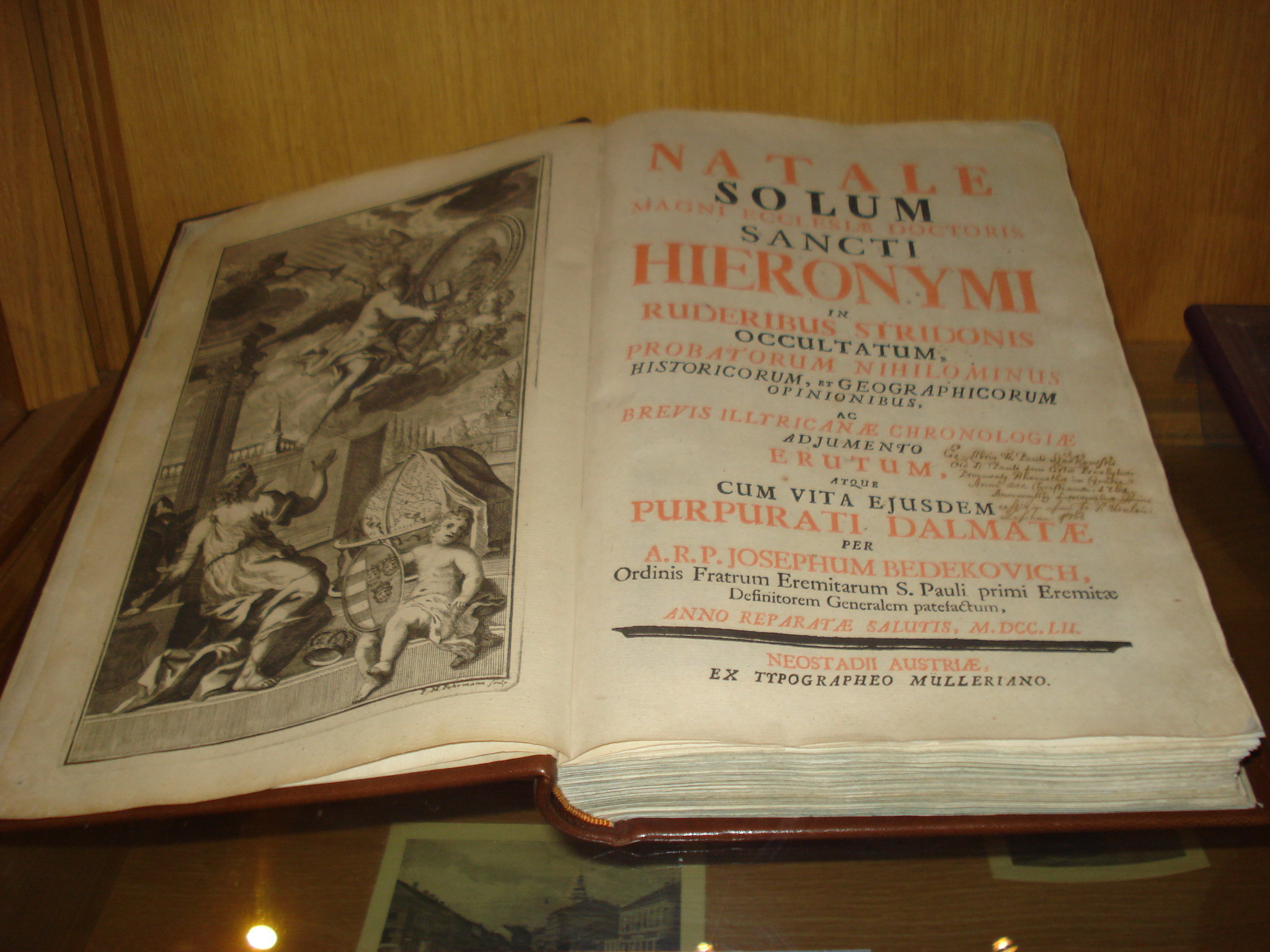
În această carte din 1752, intitulată Natale solum magni ecclesiae doctoris sancti Hieronymi in ruderibus Stridonis occultatum („Locul de naștere al Sfântului Ieronim...”), croata paulină Josip Bedeković Komorski de la mănăstirea Sveta Jelena se referă la Štrigova în cantonul Međimurje drept locul de naștere al Sfântului Ieronim.

Stridon (în latină Strido Dalmatiae) a fost un oraș din provincia romană Dalmația. Orașul este cunoscut ca fiind locul de naștere al Sfântului Ieronim. Din Stridon este originar și preotul Lupicinus din Stridon. Deși despre Domnus din Panonia, un episcop care a luat parte la Primul Sinod din Niceea, se spune adesea că a provenit sau că a fost episcop de Stridon, el a fost, de fapt, episcop de Sirmium. În 379 orașul a fost distrus de goți. Sfântul Ieronim a scris despre asta în lucrarea sa De viris illustribus: "Hieronymus patre Eusebio natus, oppido Stridonis, quod a Gothis eversum, Dalmatiae quondam Pannoniaeque confinium fuit..."  
Localizarea exactă a Stridonului nu este cunoscută. Este posibil ca Stridon să fi fost fie în Croația modernă, fie în Slovenia. Localizări posibile sunt în vecinătatea Ljubljaneia, la Starod (Slovenia), Sdrin, Štrigova, Zrenj, Zrin (Croația) și multe altele din ambele țări  . Cu toate acestea, potrivit altor surse, precum Frane Bulić în lucrarea sa Stridon (Grahovopolje u Bosni) rodno mjesto Svetoga Jeronima: rasprava povjesno-geografska (1920) și harta geografică a Imperiului Roman în 395 CE în Atlasul Istoric (1911) al lui William R. Shepherd, Stridon, fost sediu al unei episcopii, este plasat la 44.2N, 17.7E, în Bosnia de astăzi, lângă orașul Grahovo. 